# Cséke György (labdarúgó, 1957)
Cséke György (Jánkmajtis, 1957. május 13. – 2022. május 13.) magyar labdarúgó, jobbhátvéd.

## Klubcsapatban
1971-ben Jánkmajtison kezdett futballozni csatárként. 1973-tól 1976-ig a Fehérgyarmat csapatában szerepelt a megyei I. osztályban.
1976-tól a Nyíregyházi Spartacus labdarúgója volt. 1978-ban Temesvári Miklós edző balhátvédként szerepeltette. Egy sérülés után a posztjára került Czeczeli Károlyt nem tudta kiszorítani, így a továbbiakban jobbhátvéd lett. 1982 szeptemberében térdsérülést szenvedett, majd decemberben megműtötték. Tagja volt az 1979–80-as idényben – a klub történetében először – az élvonalba jutó csapatnak. 1980 és 1984 között 75 NB I-es mérkőzésen szerepelt és négy gólt szerzett. Az élvonalban a legjobb helyezést a debütáló szezonban, az 1980–81-es szezonban érte el az együttessel, amikor hetedikek lettek. 1985 nyarán a Rakamazi Spartacushoz szerződött. A következő évben visszaigazolt Nyíregyházára. Több éven át csapatkapitány volt.
Visszavonulása után továbbra is a csapatnál maradt. Előbb egy évig pályaedző volt, majd 1992 és 2005 között technikai vezetőként tevékenykedett. 2006-ban a Dombrád trénere lett, majd a Nyírkarászt 
irányította.